# Picrospora isometra
Picrospora isometra är en fjärilsart som beskrevs av Edward Meyrick 1926. Picrospora isometra ingår i släktet Picrospora och familjen säckspinnare. Inga underarter finns listade i Catalogue of Life.